# Der Draufgänger (1940)
Der Draufgänger (Originaltitel: Boom Town) ist ein US-amerikanischer Abenteuerfilm  aus dem Jahr 1940 mit einer Starbesetzung bestehend aus Clark Gable, Claudette Colbert, Spencer Tracy und Hedy Lamarr. Die Regie führte Jack Conway. Der Film steht in der Tradition der Produktionen San Francisco und Der Testpilot, in denen Tracy und Gable Rivalen um die Liebe der Heldin spielten. 

## Handlung
Betsy Bartlett steht eigentlich dem Ölsucher Square John Sand im Wort. Doch als sie dessen Partner Big John McMasters sieht, verliebt sie sich sofort in ihn. Sie und Big John heiraten. Zunächst können sich Big John und Square John nicht recht einig werden, wem das gerade erschlossene Ölfeld gehören soll. Sie werfen eine Münze und Square John gewinnt. Bald darauf gelingt Big John der Aufstieg zum Ölmagnaten. Er beginnt eine Affäre mit der glamourösen Karen Vanmeer. Betsy wartet daheim mit dem kleinen Sohn im Arm. Am Ende erkennt Big John, wo sein wahres Glück und seine echten Freunde sind. Gemeinsam mit Square John und Betsy beginnt er ein neues Leben. 

## Hintergrund
Das US-Debüt von Hedy Lamarr bescherte ihr 1937 über ein Loan-Out mit ihrem Auftritt in Algiers an der Seite von Charles Boyer einen spektakulären Start. Der Film war ein großer Erfolg an der Kinokasse und Lamarr wurde berühmt als Schönste Frau der Welt. Praktisch über Nacht wurde Brünett zur beliebtesten Haarfarbe für alle Hollywoodstars. Die bislang blonde Joan Bennett färbte kurze Zeit später ihr Haar publicitywirksam à la Lamarr und kopierte dabei auch Lamarrs Mittelscheitel. Darüber hinaus machte Hedy Lamarr praktisch im Alleingang Hüte wieder en vogue, nachdem die Kostümdesigner bis dato auf dieses Accessoire eher verzichteten. Ihre beiden nachfolgenden Filme I Take this Woman und Lady of the Tropics floppten jedoch an der Kinokasse, egal welche finanziellen Mittel und persönliche Einflussnahme Louis B. Mayer bei seinem Versuch, aus Hedy Lamarr den größten Star des Studios zu machen, auch investierte. Ehe Lamarr jedoch dem Schicksal von Luise Rainer nachfolgte, rettete sie ihre Karriere durch den Auftritt in Der Draufgänger. Sie selbst nannte die Rolle der Karen Vanmeer „klein, aber deftig“ (not big, but gutsy) und die perfekte Möglichkeit, ihr Talent zu beweisen (A perfect vehicle for me to prove my ability.)
Trotzdem waren die Dreharbeiten nicht einfach für Lamarr, die unter den ständigen Übergriffen und Beleidigungen von Spencer Tracy zu leiden hatte. Tracy war berüchtigt dafür, seine weiblichen Co-Stars verbal und gelegentlich auch körperlich zu misshandeln. Joan Crawford konnte aus eigener Erfahrung ein Lied von Tracys Vulgaritäten erzählen, die sie während der gemeinsamen Zeit bei Mannequin zu erleiden hatte. Selbst ein Star wie Irene Dunne, die für ihre untadelige Lebensführung und ihre tiefe Religiosität bekannt war, erlitt zahllose verbale Demütigungen während der Dreharbeiten zu Kampf in den Wolken. Für Gable und Tracy war es nach San Francisco und Der Testpilot die dritte Zusammenarbeit, bei der Tracy stets das Mädchen verliert und Gable die aufregendere Rolle spielte. Gable und Claudette Colbert, die ebenfalls unter Tracys Attacken litt, hatten bereits 1934 bei Es geschah in einer Nacht nebeneinander gespielt.

## Kinoauswertung
Die Produktionskosten von 1.614.000 US-Dollar entsprachen dem Budget für eine derartige Prestigeproduktion bei MGM. An der Kinokasse erwies sich Der Draufgänger als durchschlagender Erfolg. Allein in den USA spielte der Film die sehr hohe Summe von 3.664.000 US-Dollar ein. Dazu kamen weitere 1.365.000 US-Dollar, was einem kumulierten Gesamtergebnis von 5.029.000 US-Dollar entsprach, einem für die damalige Zeit extrem hohen Wert. Der Gewinn des Studios war mit 1.892.000 US-Dollar dementsprechend exorbitant.

## Auszeichnungen
Bei der Oscarverleihung 1941 erhielt der Film Nominierungen in den Kategorien: 
- Beste Kamera (Schwarzweiß)
- Beste visuelle Effekte